# Neófito V de Constantinopla
Neófito V (en griego: Νεόφυτος Ε΄), fue Patriarca de Constantinopla durante unos días en 1707.

## Vida
Neófito fue nombrado Obispo metropolitano de Heraclea el 15 de mayo de 1689. Los obispos y el laicado le eligieron como Patriarca de Constantinopla el 20 de octubre de 1707. Sin embargo, no fue confirmado por el Sultán otomano,que se reservó el derecho, como anteriormente el Emperador bizantino, para confirmar la elección. Así, en cinco días, Neófito fue depuesto y permaneció como Metropolitano de Heraclea hasta 1711, año probable de su muerte.